# سلوى العياشي اللبان
سلوى العياشي اللبان هي سياسية تونسية.

## السيرة الذاتية
بدأت مسارها الحكومي في 5 سبتمبر 2002 أين عينت كاتبة دولة لدى وزيرة شؤون المرأة والأسرة والطفولة مكلفة بالطفولة في حكومة محمد الغنوشي الأولى، ثم في 10 نوفمبر 2004 أصبحت وزيرةً لشؤون المرأة والأسرة والطفولة والمسنين في نفس الحكومة. بقيت على رأس الوزارة حتى 4 سبتمبر 2007.

بين 2007 و2011، كانت المديرة العامة للأرشيف الوطني التونسي.

## التتبعات القضائية
بعد الثورة التونسية في 2011، تقدمت مجموعة من 25 محاميا بقضية ضد تسعة وزراء من نظام زين العابدين بن علي بتهمة استغلال موظفين.